# Pamela Ware
Pamela Ware (Greenfield Park, 12 febbraio 1993) è una tuffatrice canadese.

## Palmarès
- Mondiali

Barcellona 2013: bronzo nel trampolino 3m e nel sincro 3m.
Kazan 2015: argento nel sincro 3m.
Fukuoka 2023: bronzo nel trampolino 3m.
- Giochi panamericani

Toronto 2015: argento nel trampolino 3m e nel sincro 3m.
Santiago del Cile 2023: oro nel trampolino 1m e nel trampolino 3m, argento nel sincro 3m.
- Giochi del Commonwealth

Glasgow 2014: argento nel sincro 3m.